# Castell de Puigbalador
El Castell de Puigbalador és una antiga fortificació medieval, de la qual només se'n conserven algunes restes, de la comuna de Puigbalador, a la comarca del Capcir, de la Catalunya del Nord.
Les seves restes estan situades al capdamunt del turó en els vessants meridionals del qual es troba el poble de Puigbalador.

## Història
Castell fronterer almenys des del segle xii, el 1192 era donat per Alfons el Cast al seu fidel Ponç de Lillet, que exercí de castlà del lloc, cosa que esdevé la primera notícia de la seva existència. El castell era anomenat aleshores de Mont-reial, o Mont-ral (Mons Regalis), i consta com a construït en el Puig Balador. En la donació, el rei es reservava la meitat dels delmes del castell i el seu terme, i a canvi repoblava el lloc amb homes propis. No es conserva la carta pobla corresponent a aquesta repoblació, però sí una altra de privilegis concedida per Jaume I el Conqueridor i ratificada pel seu fill Jaume II de Mallorca el 1303. Aquest castell romangué sempre sota domini reial a través del seu castlà, que era, a més, sotsveguer del Capcir. En foren castlans, successivament, Arnau de Santmarçal, Pere Olzina i Ramon Totzó. Aquesta castlania comprenia Riutort i Vilanova de Capcir, actualment Vilanova de Formiguera.
Amb el desplaçament de la frontera cap al sud a partir del Tractat dels Pirineus, el castell quedà abandonat a partir de mitjan segle xvii i ben aviat fou objecte de l'espoliació i es precipità la seva ruïna.

## Descripció
El castell ocupava quasi tota la superfície del cim del turó on es trobava, i encara hi romanen força restes, però disperses i bastant desfetes: basaments de construccions encara no identificades, restes de murs perimetrals de 2 metres de gruix, etcètera. Al sud del planell hi ha encara un pany de mur perimetral de fins a 8 metres d'alçària. L'aparell constructiu és bast, disposat en filades irregulars i amb molt de morter de calç, desenvolupat amb una tècnica que s'assembla molt a la del Castell dels Angles. En aquest pany de paret es conserva una espitllera d'una sola esqueixada, rematada exteriorment per un petit arc de punt rodó.
Al nord-oest hi ha una torre que fou escapçada fins als 3 metres d'alçària, alçada damunt d'un talús. Al sud-oest es troba una altra construcció, anomenada la Presó Vella, coberta amb volta rebaixada, amb una espitllera per a armes de foc, cosa que porta la seva datació ja al segle xv.
Caldria una bona neteja de la superfície del cim del turó, pas previ a una posterior campanya d'excavacions, per acabar de determinar amb precisió la planta d'aquest castell.